# Natalia Petrusiova
Natalia Petrusiova –en ruso, Наталья Петрусёва– (Pávlovski Posad, URSS, 2 de septiembre de 1955) es una deportista soviética que compitió en patinaje de velocidad sobre hielo. 
Participó en dos Juegos Olímpicos de Invierno, obteniendo en total cuatro medallas: dos en Lake Placid 1980, oro en 1000 m y bronce en 500 m, y dos de bronce en Sarajevo 1984, en 1000 m y 1500 m.
Ganó cuatro medallas en el Campeonato Mundial de Patinaje de Velocidad sobre Hielo entre los años 1979 y 1982, y tres medallas en el Campeonato Mundial de Patinaje de Velocidad sobre Hielo en Distancia Corta entre los años 1981 y 1983. Además, obtuvo tres medallas en el Campeonato Europeo de Patinaje de Velocidad sobre Hielo entre los años 1981 y 1983.

## Palmarés internacional
| Juegos Olímpicos                      | Juegos Olímpicos             | Juegos Olímpicos  | Juegos Olímpicos      |
| Año                                   | Lugar                        | Medalla           | Prueba                |
| ------------------------------------- | ---------------------------- | ----------------- | --------------------- |
| 1980                                  | Lake Placid (Estados Unidos) | Medalla de oro    | 1000 m                |
| 1980                                  | Lake Placid (Estados Unidos) | Medalla de bronce | 500 m                 |
| 1984                                  | Sarajevo (Yugoslavia)        | Medalla de bronce | 1000 m                |
| 1984                                  | Sarajevo (Yugoslavia)        | Medalla de bronce | 1500 m                |
| Campeonato Mundial                    |                              |                   |                       |
| Año                                   | Lugar                        | Medalla           | Prueba                |
| 1979                                  | La Haya (Países Bajos)       | Medalla de plata  | Clasificación general |
| 1980                                  | Hamar (Noruega)              | Medalla de oro    | Clasificación general |
| 1981                                  | Quebec (Canadá)              | Medalla de oro    | Clasificación general |
| 1982                                  | Inzell (RFA)                 | Medalla de bronce | Clasificación general |
| Campeonato Mundial en Distancia Corta |                              |                   |                       |
| Año                                   | Lugar                        | Medalla           | Prueba                |
| 1981                                  | Grenoble (Francia)           | Medalla de bronce | Clasificación general |
| 1982                                  | Alkmaar (Países Bajos)       | Medalla de oro    | Clasificación general |
| 1983                                  | Helsinki (Finlandia)         | Medalla de plata  | Clasificación general |
| Campeonato Europeo                    |                              |                   |                       |
| Año                                   | Lugar                        | Medalla           | Prueba                |
| 1981                                  | Heerenveen (Países Bajos)    | Medalla de oro    | Clasificación general |
| 1982                                  | Heerenveen (Países Bajos)    | Medalla de oro    | Clasificación general |
| 1983                                  | Heerenveen (Países Bajos)    | Medalla de bronce | Clasificación general |